# Бобылёв, Константин Фёдорович (1907)
Константин Фёдорович Бобылёв — советский хозяйственный, государственный и политический деятель.

## Биография
Родился в 1907 году в Кузнецке. Член КПСС.
С 1929 года — на хозяйственной, общественной и политической работе. В 1929—1973 гг. — инженер-экономист на заводах Саратова, инженер, начальник цеха, главный инженер завода «Универсал», на руководящих должностях оборонных заводов в годы Великой Отечественной войны, второй, первый секретарь Фрунзенского райкома ВКП(б), в Саратовском горкоме ВКП(б), председатель Саратовского горисполкома, директор завода п/я 84, затем завода «Контакт».
Избирался депутатом Верховного Совета РСФСР 4-го созыва.
Умер после 1973 года.